# Böröcz József
Böröcz József (Budapest, 1956 –) globális történeti kérdésekkel foglalkozó szociológus. Doktori címét a Johns Hopkins University-n szerezte 1992-ben. Az MTA doktora 2004 óta. Egyetemi tanár a Rutgers University-n 1995-től 2024-ig. Azóta emeritus professzor ugyanott. Rövid ideig kutatóprofesszor a Pázmány Péter Katolikus Egyetemen, majd a Budapesti Corvinus Egyetemen. A budapesti Karl Polányi Centre for Global Social Studies alapító elnöke. 2006-ban -- Immanuel Wallerstein, Giovanni Arrighi and Peter Taylor után—a Ghenti Egyetem Immanuel Wallerstein Chair in Global Ethics díját kapta meg. Hatvanadik életévében volt diákjai és munkatársai "For József Böröcz Being 60" címmel online Festschrift-tel köszöntötték. Hasított fa című könyvének megjelenésekor műhelybeszélgetést  készített vele az Új Egyenlőség .
Tanulmányai, kurzusleírásai, rövidebb írásai, interjúi és a vele készült videók elérhetők az academia.edu-n. H-indexe a Google Scholar szerint 31. A 2019-2020-as tanévben a Varsói Egyetem Társadalomkutató Intézeténél volt Fulbright—ösztöndíjas.

## Könyvei
- David A. Smith and József Böröcz (szerk), A New World Order? Global Transformations in the Late 20th Century.[7] Greenwood Press. 1995.
- József Böröcz. 1996. Leisure Migration: A Sociological Study on Tourism.[8] Elsevier Science.
- József Böröcz and Melinda Kovács (szerk). 2001: Empire's New Clothes. Unveiling EU-Enlargement. Central Europe Review. http://aei.pitt.edu/144/1/Empire.pdf Magyar változat: EU-birodalom. Replika 45-46.[9]
- József Böröcz. 2009. The European Union and Global Social Change: A Critical Geopolitical-Economic Analysis.[10] Cambridge: Routledge.
- Angel Ferrero, József Böröcz, Corina Tulbure and Roger Suso (szerk.). 2014. El último europeo: Imperialismo, xenofóbia y derecha radical en la Unión Europea.[11] Madrid: La oveja roja.
- Böröcz József. 2017. Hasított fa: A világrendszerelmélettől a globális struktúraváltásokig.[12] Budapest: l'Harmattan.
- Böröcz József. 2018. Az EU és a világ. Kritikai elemzés. Budapest: Pesti Kalligram.[13]
- Böröcz József és Fáber Ágoston (szerk.). 2021. Ott kívül a magyarázat. . . Társadalomkritikai beszélgetések Böröcz Józseffel. Budapest: Eszmélet zsebkönyvtár.[14]